# Havok (компанія)
Telekinesys Research Ltd. (також відома як Havok) — приватна компанія, що займається розробкою однойменного фізичного рушія «Havok». Компанія Havok співпрацює або співпрацювала з багатьма ігровими розробниками та видавцями, включаючи Activision, Electronic Arts, Nintendo, Microsoft, Sony та Ubisoft. Крос-платформенний рушій «Havok» доступний для безлічі платформ, включаючи персональні комп'ютери, PlayStation 2, PlayStation 3, PlayStation Portable, Xbox, Xbox 360, Wii, GameCube. Рушій використовується в більш ніж 150 іграх, включаючи Half-Life 2, Halo 2, Tony Hawk's Project 8, The Elder Scrolls IV: Oblivion, Age of Empires III і Super Smash Bros Brawl.
Також технологія Havok використовується в багатьох кінофільмах, включаючи « Матриця», « Гаррі Поттер і Орден Фенікса», « Троя»,«Посейдон»,«Чарлі і шоколадна фабрика»,« Царство небесне»і багато інших.
Рушій Havok інтегрований в 3ds MAX.
Офіси компанії розташовані в Дубліні, Пало-Альто, Мюнхені, Сан-Франциско, Калькутті, Токіо. 

## Історія компанії
Компанія була заснована у 1998 в Дубліні, столиці Ірландії. Її засновниками є Х'ю Рейнольдс (англ. Hugh Reynolds) і доктор Стівен Коллінс (англ. Dr. Steven Collins) з відділу інформатики дублінського Триніті Коледжу.
12 червня 2000 Havok придбала мюнхенську компанію Ipion, розробника фізичного рушія Ipion Virtual Physics. У результаті угоди колишня компанія Ipion трансформувалася в мюнхенський офіс Havok, ставши, таким чином, третім офісом компанії Havok у світі, після Дубліна і Пало-Альто. Більшість напрацювань рушія Ipion Virtual Physics було впроваджено в рушій Havok. «Це злиття компаній зводить воєдино широкий діапазон навичок і досвіду, і ми ініціюємо квантовий стрибок у фізиці, яка є доступною для розробників», - заявив Олівер Странк (англ. Oliver Strunk), колишній головний технічний директор Ipion.
14 вересня 2007 корпорація Intel заявила про придбання нею компанії Havok.

## Нагороди
- US National Academy of Television, Arts & Sciences Award, 2008 — (Technical Emmy [4])
- Red Herring 100—2006 Winner
- Best Choice of Computex — 2006 Winner
- OnHollywood — 2006 Winner
- Develop Industry Excellence Awards [5] — 2006 Nominee — Best Tools Provider, 2005 Winner — Best Tools Provider, 2004 Nominee — Best Tools Provider
- Game Developer Frontline Award [6] — 2006 Finalist — Middleware, 2003 Winner — Best Game Component, 2002 Winner — Best Game Component
- FileFront — «Most Advanced Technology» of 2004
- Computer Graphics World — CGW 2003 Innovation Award

## Зовнішні посилання
- Офіційний сайт компанії
- Список ігор, які використовують Havok Engine